# سدیم اریتوربات
سدیم اریتوربات (به انگلیسی: Sodium erythorbate) با فرمول شیمیایی C6H7NaO6 یک ترکیب شیمیایی با شناسه پاب‌کم ۳۰۰۵۸۳۷ است. که جرم مولی آن ۱۹۸٫۱۱ گرم بر مول می‌باشد. شکل ظاهری این ترکیب، جامد بلوری سفید است.